# Atypus affinis
Atypus affinis és una espècie d'aranya migalomorfa de la família dels atípids (Atypidae). Fou descrita per primera vegada per Karl Eduard von Eichwald el 1830.

## Descripció
És molt semblant a Atypus piceus, que és absent a la península Ibèrica. El tret diferenciador més característic amb A. piceus és que les seves fileres posteriors estan dividides en tres segments d'aproximadament la mateixa longitud. El mascle mesura uns 9 mm mentre que la femella arriba als 15 mm en els majors exemplars i son de color negre o, més habitualment, marró clar. El temps de vida d'aquestes aranyes supera els cinc anys.

## Distribució
Es troben en la península Ibèrica, França i en la major part d'Europa. A Catalunya ha estat citada a la província de Barcelona

## Hàbitat
Viuen en sòls sorrencs o calcaris. Solen trobar-se en marges de boscos assolellats i en interiors de boscos poc densos que es troben en planes i en muntanyes d'alçària mitjana.

## Costums
Viuen preferentment en colònies que, generalment, sobrepassen el centenar de membres. Viuen en caus excavats en el sòl, que poden arribar a medir entre 20 i 45 cm de profunditat, amb una part aèria, en forma de tub, que fa uns 12 a 17 cm. Durant el dia s'amaguen a la part subterrania però de nit, surten a caçar esperant-se en el tub fins que algun petit animal travessa el tub. Aleshores l'aranya agafa la presa amb les seves llargues ungles verinoses tirant d'ella cap a dins del niu. La seva època d'aparellament és de finals d'estiu a tardor (agost a octubre).